# Gwiezdne wojny: Wojny klonów (serial animowany 2003)
Gwiezdne wojny: Wojny klonów (ang. Star Wars: Clone Wars) – fantastyczno-przygodowy serial animowany, produkcji amerykańskiej.

## Czas i miejsce akcji oraz fabuła
Serial osadzony jest w świecie Gwiezdnych wojen, opowiadający o wydarzeniach rozgrywających się podczas tytułowych Wojen klonów. Akcja serialu rozgrywa się w okresie między Atakiem klonów a Zemstą Sithów.
Serial został wyprodukowany przez Genndiego Tartakovskiego, znanego wcześniej z takich seriali jak Samuraj Jack i Laboratorium Dextera.

## Odcinki
Serial Gwiezdne wojny: Wojny klonów składa się z 25 odcinków: 20 krótkich – około 3 minuty (20. odcinek trwał 7 minut) oraz 5 dłuższych – 12-15 minut.
Serial można było obejrzeć w Polsce w Cartoon Network w bloku Toonami:
- Odcinki od 1-10: od 10 do 23 listopada 2003 roku oraz 6 i 7 marca 2004 roku.
- Odcinki od 11-20: od 29 marca do 11 kwietnia 2004 roku.
- Odcinki od 21-25 jako Gwiezdne wojny: Wojny klonów, część 2: od 25 do 30 kwietnia 2005 roku.

## Bohaterowie
- Anakin Skywalker
- Obi-Wan Kenobi
- Yoda
- Mace Windu
- Ki-Adi-Mundi
- Daakman Barrek
- K’Kruhk
- Kit Fisto
- Luminara Unduli
- Barrissa Offee
- Padmé Amidala
- Shaak Ti
- Kapitan Typho
- Kanclerz Palpatine
- R2-D2
- C-3PO
- Hrabia Dooku
- San Hill
- Generał Grievous
- Asajj Ventress
- Durge
- Kapitan Fordo

## Obsada
- Mat Lucas – Anakin Skywalker
- James Arnold Taylor – Obi-Wan Kenobi
- Tom Kane – Yoda
- T.C. Carson – Mace Windu
- Daran Norris –
  - Ki-Adi-Mundi,
  - Daakman Barrek,
  - Durge
- Kevin Michael Richardson – K’Kruhk
- Cree Summer – Luminara Unduli
- Tatyana Yassukovich – Barrissa Offee
- Grey DeLisle –
  - Padmé Amidala,
  - Asajj Ventress,
  - Shaak Ti
- André Sogliuzzo – Kapitan Typho
- Nick Jameson – Kanclerz Palpatine/Darth Sidious
- Anthony Daniels – C-3PO
- Corey Burton –
  - Hrabia Dooku,
  - San Hill
- John DiMaggio – Generał Grievous (odc. 20)
- Richard McGonagle – Generał Grievous (odc. 21-25)

## Nagrody
Serial zdobył 3 nagrody Emmy: 2 razy w kategorii Program Animowany Godzinę Lub Dłużej i raz za Animację Indywidualną (Justin Thompson).